# Batoning

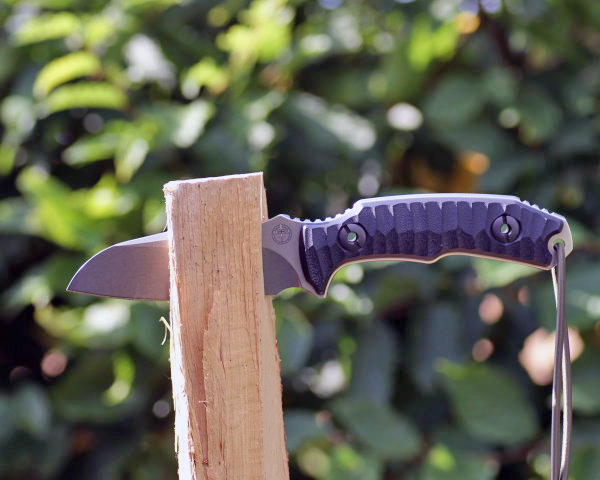
Batoning de una pieza de madera

Batoning es la técnica de cortar o dividir la madera mediante el uso de un palo grueso alargado o mazo para golpear repetidamente la columna vertebral de un robusto cuchillo, cincel u hoja con el fin de conducirlo a través de la madera, similar a cómo se utiliza un hacha de froe. El método de batoning se puede utilizar para hacer yesca o formas deseadas como tablas, listones o muescas. La práctica es más útil para obtener madera seca del interior de los troncos con el propósito de hacer fuego.

## Herramientas
Las herramientas utilizadas en el batoning son: un cuchillo fuerte, de hoja fija, preferiblemente de espiga completa o machete con una columna vertebral gruesa, y palo de madera denso preferiblemente verde para golpear la columna vertebral y la punta del cuchillo.

## Técnica
El método básico consiste en golpear repetidamente la columna vertebral del cuchillo para forzar el centro de la hoja en la madera. Luego se golpea la punta, para continuar forzando la cuchilla más profundamente, hasta lograr una división.

## Usos y ventajas
Esta técnica es útil para la división simple de la madera para encender, para acceder a la madera seca dentro de un tronco húmedo y para la producción de tejas, listones o tablas. También es útil para cortar muescas, o hacer cortes transversales limpios contra el grano de la madera. La técnica también es especialmente útil cuando una herramienta de corte no está disponible.

## Peligros
Se debe tener cuidado para evitar daños en el cuchillo. La rotura de la hoja es un resultado posible de golpear la columna vertebral del cuchillo en ángulo. Si esto sucede, la cuchilla rota puede incrustarse irremediablemente dentro de la división. En una situación de supervivencia, esto puede ser catastrófico.